# Bacino del Wind River

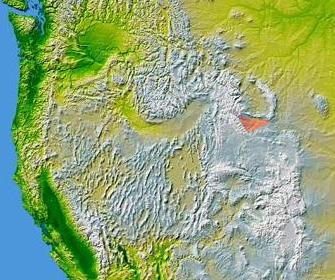
Il bacino del Wind River evidenziato in rosso nella mappa.

Il bacino del Wind River, conosciuto anche come bacino di Shoshone, è un bacino di avampaese, semiarido e intermontano situato nella parte centrale del Wyoming, negli Stati Uniti d'America. 
Il bacino deriva il suo nome dal fiume Wind River, che è il corso d'acqua più importante che vi scorre e drena il bacino assieme ai suoi affluenti.
Le città più importanti del bacino del fiume Wind River includono, Riverton, Shoshoni e Lander. Il bacino si trova entro i confini della Riserva indiana del Wind River.

## Caratteristiche
Il bacino è delimitato da tutti i lati da sollevamenti tettonici collegati all'orogenesi laramide. A ovest la catena del Wind River Range, a nord l'Absaroka Range e le Owl Creek Mountains. A est il Casper Arch separa il bacino del Wind River dal bacino del Powder River, mentre il Sweetwater Uplift nei monti Granite Range si trova a sud.
Il bacino contiene una sequenza di 3000-3700 metri di sedimenti prevalentemente marini depositatisi durante il Paleozoico e il Mesozoico. Durante l'orogenesi laramide, si depositarono nel bacino oltre 5500 metri di sedimenti lacustri e fluviali dell'Eocene. Altri 900 metri di sedimenti si depositarono prima e durante il sollevamento tettonico del Terziario.
Le formazioni geologiche all'interno del bacino sono importanti fonti di petrolio e gas naturale. Nel bacino sono presenti oltre 60 siti di estrazione di gas e petrolio intrappolati strutturalmente in diciassette differenti formazioni. Le riserve più importanti includono la Tensleep Sandstone, che risale al Pennsylvaniano; la Phosphoria Formation del Permiano e l'arenaria del Frontier e del Muddy Creek, risalenti al Cretacico.
La prima scoperta di un giacimento di petrolio all'interno del bacino avvenuta nel 1884 nel Dallas dome, situato nella parte occidentale del bacino, fu la prima produzione commerciale nel Wyoming.